# Nematocampa decolorata
Nematocampa decolorata är en fjärilsart som beskrevs av W. Warren 1900. Nematocampa decolorata ingår i släktet Nematocampa och familjen mätare. Inga underarter finns listade i Catalogue of Life.